# Alžběta Šašinková
Alžběta Šašinková (* 1989) je česká psycholožka a vědkyně. Specializuje se na výzkum virtuální reality a rozšířené reality ve vzdělávání.

## Kariéra
V roce 2013 vystudovala psychologii na Filozofické fakultě Masarykovy univerzity v Brně. V roce 2023 obhájila disertační práci na Katedře psychologie Fakulty sociálních studií Masarykovy univerzity a získala akademický titul Ph.D.
Od roku 2013 aktivně působí na Katedře informačních studií a knihovnictví Filozofické fakulty Masarykovy univerzity v Brně (KISK FF MUNI). V letech 2013–⁠⁠⁠⁠⁠⁠2014 pracovala s Beátou Holou na projektu BiblioEduca, jehož cílem bylo vytvořit inovativní vzdělávací programy pro knihovny v Jihomoravském kraji, posílit roli knihoven coby komunitních center a zlepšit tak jejich konkurenceschopnost. Od roku 2016 je součástí mezioborového výzkumného týmu Laboratory for Information and Cognitive Science (KISK MUNI), který se zabývá využitím virtuální reality v distančním vzdělávání či vývojem softwaru pro reedukaci dyslexie. Tématům virtuální reality, sociálních interakcí a pedagogické psychologii se věnuje také ve výuce.
V současné době Šašinková koordinuje mezinárodní projekt Augmented Social Play, jehož cílem je vývoj a ověření aplikace pro zvýšení duševní pohody teenagerů a předcházení psychickým problémům. Vedle Masarykovy univerzity se na projektu podílejí Univerzita v Birminghamu, Queen Mary University of London, Karl Landsteiner University of Health Sciences v Kremži, University College Dublin, Univerzita v Algarve a Norská univerzita vědy a technologie.